# Lequidoe (Fahisoi)
Lequidoe (Liquidoe, Liquedoe) ist ein osttimoresischer Ort im Suco Fahisoi (Verwaltungsamt Lequidoe, Gemeinde Aileu). Lequidoe ist das Siedlungszentrum des Sucos.

## Geographie
Lequidoe liegt auf einen Bergrücken im Suco Fahisoi, auf einer Höhe von 1205 m über dem Meer, 16 km südöstlich der Landeshauptstadt Dili und etwa 9 km nordöstlich der Gemeindehauptstadt Aileu. Er besteht aus den Ortsteilen Aituin und Tatilisame im Westen, Fatubuti und Fahisoi im Zentrum und Locotoi und Dailorluta im Osten. Im Westen von Lequidoe steht die Grundschule Fahisoi, die Kirche Santo do Fe'e und das Hospital Fahisoi.

## Geschichte
Bei Lequidoe gab es Ende 1979 ein indonesisches Lager für Osttimoresen, die zur besseren Kontrolle von den Besatzern umgesiedelt werden sollten.